# Şuşa PFK
Şuşa Peşəkar Futbol Klubu byl ázerbájdžánský fotbalový klub reprezentující město Šuša, které je od Války o Náhorní Karabach plně pod kontrolou Náhorněkarabašské republiky. Klub byl založen v roce 2009, zaniká v roce 2015 po ukončení finanční podpory od hlavní státní firmy na zpracování ropy SOCAR.
Své domácí zápasy odehrával v Baku na stadionu Şəfa stadionu s kapacitou 8 125 diváků.

## Umístění v jednotlivých sezonách
Zdroj: 
Legenda: Z - zápasy, V - výhry, R - remízy, P - porážky, VG - vstřelené góly, OG - obdržené góly, +/- - rozdíl skóre, B - body, červené podbarvení - sestup, zelené podbarvení - postup, fialové podbarvení - reorganizace, změna skupiny či soutěže
| Ázerbájdžán (2010 – 2015) |                   |        |    |    |   |    |    |    |     |    |        |
| Sezóny                    | Liga              | Úroveň | Z  | V  | R | P  | VG | OG | +/- | B  | Pozice |
| 2010/11                   | Birinci Divizionu | 2      | 26 | 3  | 8 | 15 | 20 | 41 | -21 | 17 | 13.    |
| 2011/12                   | Birinci Divizionu | 2      | 26 | 7  | 8 | 11 | 21 | 23 | -2  | 29 | 11.    |
| 2012/13                   | Birinci Divizionu | 2      | 24 | 7  | 2 | 15 | 29 | 40 | -11 | 23 | 9.     |
| 2013/14                   | Birinci Divizionu | 2      | 30 | 15 | 9 | 6  | 60 | 26 | +34 | 54 | 6.     |
| 2014/15                   | Birinci Divizionu | 2      | 30 | 14 | 4 | 12 | 49 | 31 | +18 | 46 | 8.     |